# Ichneumon grammicus
Ichneumon grammicus là một loài tò vò trong họ Ichneumonidae.